# Walid Azaïez
Walid Azaïez (ur. 25 kwietnia 1976 w Tunisie) – tunezyjski piłkarz występujący na pozycji obrońcy.

## Kariera klubowa
Walid Azaïez jest wychowankiem klubu CS Hammam-Lif. Potem od 1998 roku występował w innym klubie ze swojego kraju – Espérance Tunis. W 2003 roku trafił na jeden sezon do arabskiego Al-Khaleej. Potem powrócił do Espérance. W sezonie 2006/2007 grał w barwach kuwejckiego Al-Salmiya SC. W sezonie 2007/2008 był piłkarzem Stade Gabèsien, w którym zakończył karierę.

## Kariera reprezentacyjna
Azaïez w reprezentacji Tunezji zadebiutował w 1999 roku. Ostatni mecz rozegrał w 2002 roku i do tamtej pory strzelił 2 bramki w 13 meczach. Był także powołany na Puchar Narodów Afryki 2000 (gdzie jego drużyna odpadła w ćwierćfinale, a on sam rozegrał 3 mecze i strzelił 1 gola) oraz Puchar Narodów Afryki 2002 (gdzie jego zespół odpadł w fazie grupowej, a on nie pojawił się jednak na boisku w żadnym ze spotkań).